# Carrie Steinseifer
Carrie Lynne „Carrie” Steinseifer, po mężu Bates (ur. 12 lutego 1968 w Redwood City) – amerykańska pływaczka. Dwukrotna złota medalistka olimpijska z Los Angeles.
Specjalizowała się w stylu dowolnym. W Los Angeles zwyciężyła w wyścigu na 100 metrów kraulem (wspólnie z Nancy Hogshead) oraz w sztafecie. Cztery razy zwyciężała w igrzyskach panamerykańskich (w 1983 i 1987). Została przyjęta do International Swimming Hall of Fame.

## Starty olimpijskie
Los Angeles 1984
- 100 m kraulem, 4 × 100 m kraulem – złoto